# Simon Ágoston
Simon Ágoston (* 5. April 1977 in Békéscsaba, Ungarn) ist ein ehemaliger österreichischer Triathlet ungarischer Abstammung und Olympionike (2008).

## Werdegang
Simon Ágoston startete 1995 in Ungarn bei seinem ersten Triathlon.
1997 wurde er Elfter bei der Triathlon-Weltmeisterschaft der Junioren in Australien.
Er startete im August 2008 in Peking bei den Olympischen Sommerspielen, wo er den 38. Rang belegte.
Seit 2014 tritt er nicht mehr international in Erscheinung.

## Sportliche Erfolge
| Datum/Jahr    | Rang | Wettbewerb                                    | Austragungsort | Zeit     | Bemerkung                                                                                              |
| ------------- | ---- | --------------------------------------------- | -------------- | -------- | --- |
| 24. Nov. 2013 | 3    | Laguna Phuket Triathlon                       | Phuket         | 02:38:46 | [ 1 ]                                                                                                  |
| 28. Sep. 2013 | 2    | ITU Triathlon Asian Cup                       | Singapur       | 01:59:41 | [ 2 ]                                                                                                  |
| 19. Aug. 2008 | 38   | Olympische Sommerspiele 2008                  | Peking         | 01:53:23 | |
| 5. Aug. 2000  | 2    | FISU World University Triathlon Championships | Tiszaujvaros   | 01:48:05 | Zweiter hinter dem Tschechen Filip Ospalý                                                              |
| 4. Juli 1998  | 18   | ETU Triathlon European Championships          | Velden         | 01:51:09 | Triathlon-Europameisterschaft auf der Kurzdistanz (1,5 km Schwimmen, 40 km Radfahren und 10 km Laufen) |